# Ononis
Ononis L. è un genere di piante della famiglia delle Fabacee (o Leguminose) che comprende specie erbacee solitamente suffruticose.

## Descrizione
In maggioranza, le specie di questo genere sono erbe perenni suffruticose.
Le foglie sono generalmente trifoliate - non a caso Ononis ha una stretta parentela con il genere Trifolium.
I fiori, irregolari, a cinque petali, hanno la tipica corolla papilionacea delle leguminose. Possono essere gialli, rosa, rossi, bianchi o purpurei.
Il frutto è un baccello con pochi semi.

## Distribuzione e habitat
Il genere è rappresentato nella fascia temperata dell'Eurasia, in Macaronesia, in Nord Africa e nella Africa nord-orientale sino al Kenya.

## Tassonomia
Il genere Ononis comprende  oltre 80 specie:
- Ononis adenotricha Boiss.
- Ononis afghanica Širj. & Rech.f.
- Ononis alba Poir.
- Ononis alopecuroides L.
- Ononis angustissima Lam.
- Ononis antennata Pomel
- Ononis aragonensis Asso
- Ononis arvensis L.
- Ononis atlantica Ball
- Ononis aurasiaca Förther & Podlech
- Ononis avellana Pomel
- Ononis azcaratei Devesa
- Ononis baetica Clemente
- Ononis basiadnata Hub.-Mor.
- Ononis biflora Desf.
- Ononis broteroana Ser.
- Ononis catalinae Reyes-Bet. & S.Scholz
- Ononis cephalantha Pomel
- Ononis cephalotes Boiss.
- Ononis christii Bolle
- Ononis cintrana Brot.
- Ononis clausonis (Pomel) Pomel
- Ononis cossoniana Boiss. & Reut.
- Ononis costae Menezes
- Ononis crinita Pomel
- Ononis crispa L.
- Ononis cristata Mill.
- Ononis cuatrecasasii Devesa
- Ononis dentata Sol. ex Lowe
- Ononis diffusa Ten.
- Ononis euphrasiifolia Desf.
- Ononis filicaulis Salzm. ex Boiss.
- Ononis fruticosa L.
- Ononis gines-lopezii Devesa
- Ononis hebecarpa Webb & Berthel.
- Ononis hirta Desf. ex Poir.
- Ononis hispida Desf.
- Ononis incisa Coss. & Durieu ex Batt.
- Ononis intermedia C.A.Mey. ex Rouy
- Ononis jahandiezii Maire & Weiller
- Ononis laxiflora Desf.
- Ononis leucotricha Coss.
- Ononis macrosperma Hub.-Mor.
- Ononis maweana Ball
- Ononis megalostachys Munby
- Ononis minutissima L.
- Ononis mitissima L.
- Ononis mogadorensis Förther & Podlech
- Ononis natrix L.
- Ononis nuristanica Podlech
- Ononis oligophylla Ten.
- Ononis ornithopodioides L.
- Ononis pedicellaris (Batt.) Širj.
- Ononis pendula Desf.
- Ononis peyerimhoffii Batt.
- Ononis phyllocephala Boiss.
- Ononis pinnata Brot.
- Ononis polyphylla Ball
- Ononis polysperma Barratte & Murb.
- Ononis pseudoserotina Batt. & Pit.
- Ononis pubescens L.
- Ononis pusilla L.
- Ononis ramosissima Desf.
- Ononis reclinata L.
- Ononis reuteri Boiss.
- Ononis rosea Durieu
- Ononis rotundifolia L.
- Ononis × schouwii Ser.
- Ononis serotina Pomel
- Ononis serrata Forssk.
- Ononis sessilifolia Bornm.
- Ononis sicula Guss.
- Ononis sieberi Besser ex DC.
- Ononis speciosa Lag.
- Ononis spinosa L.
- Ononis striata Gouan
- Ononis talaverae Devesa & G.López
- Ononis tazaensis Förther & Podlech
- Ononis thomsonii Ball ex Oliv.
- Ononis tournefortii Coss.
- Ononis tridentata L.
- Ononis unifoliolata Dobignard, Jacquemoud & Jeanm.
- Ononis vaginalis Vahl
- Ononis varelae Devesa
- Ononis variegata L.
- Ononis verae Širj.
- Ononis villosissima Desf.
- Ononis viscosa L.
- Ononis zygantha Maire & Wilczek

### Specie presenti in Italia
In Italia sono presenti le seguenti specie e sottospecie:
- Ononis alba - ononide bianca (Italia centrale e meridionale, Liguria, Sardegna)
- Ononis alopecuroides - ononide coda di volpe (Italia meridionale e Liguria)
- Ononis arvensis - ononide dei campi (Piemonte e Campania)
- Ononis biflora - ononide a due fiori (Puglia, Sicilia, Lazio e Sardegna)
- Ononis cristata  (sin.: Ononis cenisia) - ononide del Moncenisio (Piemonte, Val d'Aosta, Liguria, Marche, Abruzzi, Molise)
- Ononis dentata - ononide dentata (Sicilia e Sardegna)
- Ononis diffusa - ononide diffusa (Italia centrale, meridionale e insulare)
- Ononis hispida - ononide ispida (Sicilia)
- Ononis minutissima - ononide piccolissima
- Ononis mitissima- ononide senza spine
- Ononis natrix - ononide bacaja
- Ononis oligophylla - ononide con poche foglie
- Ononis ornithopodioides - ononide simile all'uccellina
- Ononis pendula - ononide pendula
- Ononis pubescens - ononide pubescente
- Ononis pusilla - ononide minuscola
- Ononis ramosissima - ononide ramosissima
- Ononis reclinata - ononide reclinata
- Ononis serrata - ononide seghettata
- Ononis sicula - ononide siciliana
- Ononis spinosa - ononide spinosa
  - Ononis spinosa subsp. spinosa
  - Ononis spinosa subsp. antiquorum (L.) Arcang. - ononide spinosa degli antichi
  - Ononis spinosa subsp. austriaca (Beck) Gams - ononide spinosa austriaca
  - Ononis spinosa subsp. masquillierii (Bertol.) Negodi - ononide di Masquillier (endemismo dell'Appennino tosco-emiliano)
  - Ononis spinosa subsp. procurrens (Wallr.) Briq. - ononide spinosa sdraiata
- Ononis striata - ononide striata
- Ononis rotundifolia - ononide a foglie rotonde
- Ononis sieberi - ononide di Sieber
- Ononis variegata - ononide screziata
- Ononis viscosa - ononide vischiosa
  - Ononis viscosa subsp. breviflora - ononide a fiori brevi